# Ali ibn al-Husayn (emiro)
ʿAlī bin al-Ḥusayn di Giordania, in arabo  علي بن الحسين‎? (Amman, 23 dicembre 1975), è il terzo figlio del defunto re Husayn di Giordania, e della sua terza moglie, la regina Alia.

## Biografia
Iniziò la sua istruzione primaria alla Scuola Comunità americana ad Amman per proseguire i suoi studi nel Regno Unito e negli Stati Uniti, dove si diplomò alla Salisbury School in Connecticut nel 1993, mostrando le sue doti nello sport del wrestling.
Entrò nella Royal Military Academy Sandhurst nel Regno Unito. Prima di proseguire i suoi studi negli Stati Uniti, ha servito nelle forze speciali giordane da apripista. Ha completato la sua formazione universitaria presso l'Università di Princeton nel 1999.
Il principe ʿAlī parla correntemente l'arabo, l'inglese e il circasso.

## Carriera
Nel 1999, al principe ʿAlī è stato affidato il comando delle guardie del corpo di re ʿAbd Allāh II, carica che mantenne fino al 28 gennaio 2008, quando il re gli affidò di stabilire e dirigere un Centro nazionale per la sicurezza e la gestione delle crisi.
È il Presidente del Consiglio della Royal Film Commission ed è il presidente della Jordan Football Association. È anche il fondatore e presidente della West Asian Football Federation.
Il 6 gennaio 2011 ha vinto le elezioni per la carica di vice presidente FIFA.
Nel 2015 si è candidato per la carica di presidente FIFA.
Al primo turno aveva ottenuto 73 voti dalla UEFA, dagli Stati Uniti e dal Canada, ma alla seconda votazione si è ritirato e ha lasciato campo libero all'elezione per la quinta volta consecutiva di Joseph Blatter.
Nell'ottobre 2015 ha annunciato la candidatura alla presidenza della FIFA.

## Matrimonio
Ha sposato, il 7 settembre 2004, l'algerina Rym Brahimi, figlia di Lakhdar Brahimi, rappresentante speciale delle Nazioni Unite per l'Afghanistan.
La coppia ha avuto due figli:
- SAR la Principessa Jalīla bint ʿAlī (16 settembre 2005).
- SAR il Principe ʿAbd Allāh ibn ʿAlī (19 marzo 2007).

## Onorificenze
Di seguito la lista:

## Ascendenza
|                                |   |                                             | Genitori                                  |  |  | Nonni |  |  | Bisnonni                 |  |  | Trisnonni                   |  |
|                                |   |                                             |                                           |  |  |       |  |  | Abd Allah I di Giordania |  |  | Al-Husayn ibn Ali del Hijāz |  |
|                                |   |                                             |                                           |  |  |       |  |  | Abd Allah I di Giordania |  |  | Al-Husayn ibn Ali del Hijāz |  |
|                                |   | Abdiya bint Abdullah                        |                                           |  |  |       |  |  | Abd Allah I di Giordania |  |  |                             |  |
| Talal di Giordania             |   |                                             |                                           |  |  |       |  |  | Abd Allah I di Giordania |  |  |                             |  |
|                                |   | Musbah bint Nasser                          | Amir Nasser Pasha, Sceriffo di La Mecca * |  |  |       |  |  |                          |  |  |                             |  |
|                                |   | Musbah bint Nasser                          | Amir Nasser Pasha, Sceriffo di La Mecca * |  |  |       |  |  |                          |  |  |                             |  |
|                                |   | Musbah bint Nasser                          | Dilber Khanum *                           |  |  |       |  |  |                          |  |  |                             |  |
| Husayn di Giordania            |   | Musbah bint Nasser                          |                                           |  |  |       |  |  |                          |  |  |                             |  |
|                                |   | Jamal 'Ali bin Nasser, Sceriffo di La Mecca | Amir Nasser Pasha, Sceriffo di La Mecca   |  |  |       |  |  |                          |  |  |                             |  |
|                                |   | Jamal 'Ali bin Nasser, Sceriffo di La Mecca | Amir Nasser Pasha, Sceriffo di La Mecca   |  |  |       |  |  |                          |  |  |                             |  |
|                                |   | Jamal 'Ali bin Nasser, Sceriffo di La Mecca | Dilber Khanum                             |  |  |       |  |  |                          |  |  |                             |  |
| Zein al-Sharaf Talal           |   | Jamal 'Ali bin Nasser, Sceriffo di La Mecca |                                           |  |  |       |  |  |                          |  |  |                             |  |
|                                |   | Wijdan Shakir Pasha                         | Shakir Pasha, Governatore di Cipro        |  |  |       |  |  |                          |  |  |                             |  |
|                                |   | Wijdan Shakir Pasha                         | Shakir Pasha, Governatore di Cipro        |  |  |       |  |  |                          |  |  |                             |  |
|                                |   | Wijdan Shakir Pasha                         | …                                         |  |  |       |  |  |                          |  |  |                             |  |
| Ali ibn al-Husayn di Giordania |   | Wijdan Shakir Pasha                         |                                           |  |  |       |  |  |                          |  |  |                             |  |
|                                | … | …                                           |                                           |  |  |       |  |  |                          |  |  |                             |  |
|                                | … | …                                           |                                           |  |  |       |  |  |                          |  |  |                             |  |
|                                | … | …                                           |                                           |  |  |       |  |  |                          |  |  |                             |  |
| Sayyid Baha ud-din Toukan      | … |                                             |                                           |  |  |       |  |  |                          |  |  |                             |  |
|                                |   | …                                           | …                                         |  |  |       |  |  |                          |  |  |                             |  |
|                                |   | …                                           | …                                         |  |  |       |  |  |                          |  |  |                             |  |
|                                |   | …                                           | …                                         |  |  |       |  |  |                          |  |  |                             |  |
| Alia Baha ud-din Toukan        |   | …                                           |                                           |  |  |       |  |  |                          |  |  |                             |  |
|                                |   | …                                           | …                                         |  |  |       |  |  |                          |  |  |                             |  |
|                                |   | …                                           | …                                         |  |  |       |  |  |                          |  |  |                             |  |
|                                |   | …                                           | …                                         |  |  |       |  |  |                          |  |  |                             |  |
| Hanan Hashim                   |   | …                                           |                                           |  |  |       |  |  |                          |  |  |                             |  |
|                                |   | …                                           | …                                         |  |  |       |  |  |                          |  |  |                             |  |
|                                |   | …                                           | …                                         |  |  |       |  |  |                          |  |  |                             |  |
|                                |   | …                                           | …                                         |  |  |       |  |  |                          |  |  |                             |  |
|                                |   | …                                           |                                           |  |  |       |  |  |                          |  |  |                             |  |